# David Schloffer
David Kevin Schloffer (* 28. April 1992 in Hartmannsdorf) ist ein österreichischer Fußballspieler.

## Karriere
Schloffer begann seine Karriere in der Jugendabteilung des USV Markt Hartmannsdorf in der Steiermark. 2004 wechselte er zum SK Sturm Graz.
Dort wurde er bereits 2009 in die zweite Mannschaft geholt. Sein Debüt in der Regionalliga Mitte gab der Stürmer am 23. Oktober 2009 gegen den FC Blau-Weiß Linz, als er in der 60. Minute für Christian Dengg eingewechselt wurde. Das Spiel im Donauparkstadion in Linz wurde 0:4 verloren. In seiner ersten vollen Saison 2010/11 kam Schloffer bereits auf 22 Spiele und erzielte acht Tore. Nach einem weiteren starken Jahr bei den Amateuren Sturms wurde er von Trainer Peter Hyballa für die Saison 2012/13 in den Kader der ersten Mannschaft geholt.
Sein Debüt in der höchsten österreichischen Spielklasse gab er am 21. Juli 2012 gegen den FC Red Bull Salzburg, als er in der 75. Minute für Martin Ehrenreich eingewechselt wurde. Das Spiel in der Grazer UPC Arena wurde 0:2 verloren. Ende August 2015 wurde er an den deutschen Regionalligisten SV Elversberg ausgeliehen und wechselte im Juni 2016 zu Wacker Nordhausen.
In der Winterpause der Saison 2017/18 kehrte er nach Österreich zurück, wo er sich dem Regionalligisten SV Lafnitz anschloss. Mit den Lafnitzern konnte er zu Saisonende als Meister der Regionalliga Mitte in die 2. Liga aufsteigen. Nach drei Zweitligasaisonen mit Lafnitz wechselte Schloffer zur Saison 2021/22 zum Regionalligisten FC Gleisdorf 09. In eineinhalb Jahren kam er zu 44 Regionalligaeinsätzen für Gleisdorf.
Im Jänner 2023 schloss Schloffer sich dem fünftklassigen SV Tillmitsch an.